# Luca D'Andrea
Luca D'Andrea (Bolzano, 1979) es un escritor y docente italiano. 

## Vida y obras
Profesor de instituto en su ciudad natal, entre 2009 y 2012 publicó la trilogía juvenil de género fantástico Wunderkind bajo el pseudónimo G.L. D'Andrea.
En 2013 fue el guionista de la serie documental Mountain Heroes, emitida por Discovery Channel, sobre los grupos alpinos de rescate de las Dolomitas. Las experiencias vividas durante el rodaje de dicho documental inspiraron su primer thriller, La sustancia del mal, editado en italiano en 2016, siendo enseguida un éxito de ventas y publicándose en más de treinta países. Por esta obra, recibió en noviembre de 2016 el premio de la 2ª edición del Premio Giorgio Faletti en su apartado de Literatura.
En 2017 publicó Lissy, obra con que ganó el premio Giorgio Scerbanenco de novela negra.